# Shehab Essam
Shehab Essam (* 24. Juni 1995 in Maskat, Oman) ist ein ehemaliger ägyptischer Squashspieler.

## Karriere
Shehab Essam begann seine Karriere im Jahr 2013 und gewann fünf Turniere auf der PSA World Tour. Seine höchste Platzierung in der Weltrangliste erreichte er mit Rang 70 im September 2019. 2016 qualifizierte er sich erstmals für die Weltmeisterschaft, bei der er in der ersten Runde ausschied. Er bestritt 2022 sein letztes Turnier auf der World Tour.

## Erfolge
- Gewonnene PSA-Titel: 5